# José Luis Roberto
José Luis Roberto Navarro alias el Cojo (Valencia, 20 de diciembre de 1953) es un político de extrema derecha, abogado y empresario español.

## Biografía
Maestro a partir de 1974, fue destinado a la iglesia rural de Jaraguas, donde fue profesor de Formación del Espíritu Nacional en el Instituto de Utiel. Posteriormente es trasladado al Patronato del Frente de Juventudes "San Fernando", contrayendo matrimonio y compatibilizando los estudios de Psicología y Pedagogía Terapéutica. Ejerce como profesor de plástica en el centro de discapacitados de la Malvarrosa. Posteriormente es destinado a Silla, como profesor de sociales en el Colegio Reyes Católicos.
En 1982 con motivo de la riada es nombrado jefe de voluntarios de Protección Civil siendo de los primeros que entraron en los pueblos siniestrados. El Gobierno Socialista le concedió la Medalla al Mérito a la Protección Civil con distintivo rojo.
Destinado otra vez al Colegio Reyes Católicos es elegido director y el Consell lo destina al Gobierno Civil, institución a extinguir, a la oficina de damnificados. En esa época ya había fundado Levantina de Seguridad y había iniciado sus estudios de Derecho.

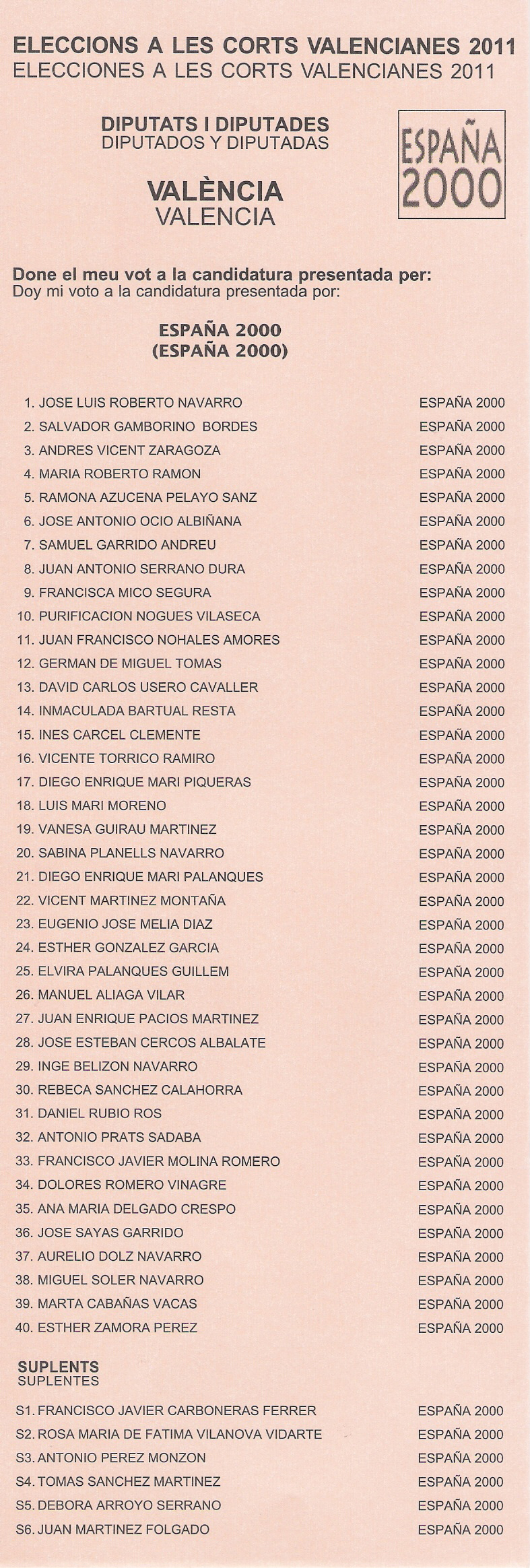
Papeleta electoral de España 2000 en la que el cabeza de lista es José Luis Roberto

En 1985 es destinado a Acción Social del Ejército, siendo nombrado director del Colegio Militar Jaime I. ASE lo propuso por tres veces para la Cruz al Mérito Militar al convertirse el Jaime I en un colegio modelo en formación. La tercera vez el ministro Socialista se la concedió, en un acto público celebrado en Capitanía.
Fundó diferentes empresas en Valencia: de hostelería, comunicación, material contra incendios, deportivas, alimentación para deportistas, uniformidad militar y laboral, etc. Algunas de ellas con presencia en otras provincias españolas.
En 2000 es elegido jefe de los servicios jurídicos y secretario general técnico de la Asociación Nacional de Empresarios de Locales de Alterne (ANELA). El 20 de enero de 2011 José Luis Roberto dimitió como secretario general técnico de ANELA.
Es líder del partido extraparlamentario y ultraderechista España 2000, autodefinido como un "partido patriótico social y populista", y dueño entre otras de la empresa Levantina de Seguridad. 
Dueño del despacho de abogados Roberto & Salazar, inaugurado en 2002 y presente en Madrid, Barcelona, La Coruña y Valencia. Además posee diversos gimnasios en Valencia, Andalucía y Cataluña, entre los que se cuenta el valenciano Gym Levantina, investigado hace tiempo por organizar campeonatos de valetudo, y empresas de comercialización de ropa militar que comercializa gran parte de la ropa de las policías locales de Madrid. También posee junto a diversos empresarios rusos la empresa Siluet, dedicada a comercializar ropa de lujo. Es secretario de la patronal valenciana de la seguridad desde 2004.

## Polémicas
José Luis Roberto fue detenido durante la transición por la colocación de dos bombas en unos encuentros independentistas en Valencia, hechos por los que nunca fue condenado. Ha sido acusado por diversos sectores de fundar y financiar los grupos Acción Radical (activo entre 1990 y 1995) y Frente Antisistema (FAS), aunque no ha sido juzgado ni condenado por ello.
Su faceta de representante a nivel estatal de la Asociación Nacional de Empresarios de Locales de Alterne, ha provocado enfrentamientos y distanciamientos con otros sectores ultraderechistas de corte más tradicionalista y católico, por su defensa de la legalización de la prostitución y por la inclusión de las prostitutas en el Régimen Especial de Trabajadores Autónomos de la Seguridad Social.
Ha publicado diversos artículos de opinión en la prensa valenciana (Las Provincias, Diario de Valencia y Levante), entre los que se encuentra el célebre "Yo también tengo libros nazis".
Ha sido denunciado por diversas organizaciones, como SOS Racismo, por incitar al odio racial, la violencia y la discriminación, permitiendo que en sus manifestaciones sean coreados lemas xenófobos y racistas, así como por la exhibición de emblemas nazis y fascistas. Roberto fue sin embargo absuelto al considerar el juez que las expresiones racistas y xenófobas proferidas en la manifestación constituían «meras descalificaciones genéricas», sentenciando que las organizaciones denunciantes tenían que pagar las costas del juicio así como 9000 euros a Roberto.
En 2004 la Audiencia de Valencia confirmó una condena de un año para José Luis Roberto por presentar un testigo falso en un juicio de faltas.
En 2011 llevó a juicio al dirigente comunista y concejal de Esquerra Unida del País Valencià, Amadeu Sanchis, siendo condenado éste por el Juzgado de instrucción n.º 10 de Valencia como autor de una falta de injurias hacia España 2000.
En 2022 José Luis Roberto es abogado de la acusación en la causa judicial contra Mónica Oltra. Tras su imputación por el Tribunal Superior de Justicia de la Comunidad Valenciana, el 21 de junio de 2022 Oltra anunció su dimisión como vicepresidenta, portavoz y consejera de Igualdad y Políticas Inclusivas del Consejo de la Generalidad Valenciana. También renunció a su condición de diputada en las Cortes Valencianas.
La menor que denunció los abusos, apoyada en un primer momento por la activista Cristina Seguí y José Luis Roberto, afirmó  posteriormente que le ofrecieron casa y trabajo (promesa incumplida) por implicar también a Oltra. En abril de 2024 el juez declaró el sobreseimiento por falta de indicios de delito.
El 4 de octubre de 2022 se entregó una metopa a José Luis Roberto en la comisaría de Paterna, en el acto del Día de la Policía que se celebró en la comisaría de la localidad. Tanto Compromís como Unides Podem criticaron la distinción.